# Blandine Dancette
Blandine Dancette (Firminy, 14 de febrero de 1988) es una jugadora de balonmano francesa. Ha conseguido dos medallas olímpicas. 